# Cairo Township (Missouri)
Cairo Township est un ancien township, situé dans le comté de Randolph, dans le Missouri, aux États-Unis,.
Le township est baptisé en référence au village de Cairo.

### Source de la traduction
- (en) Cet article est partiellement ou en totalité issu de l’article de Wikipédia en anglais intitulé « Cairo Township, Randolph County, Missouri » (voir la liste des auteurs).